# Ґолд Філдс
Ґолд Філдс (Gold Fields Ltd.) (NYSE: GFI, LSE: GOF) — одна з найбільших золотодобувних корпорацій ПАР.

## Історія
Виникла у 1998 р. внаслідок об'єднання двох великих золотодобувних компаній ПАР: Gold Fields of South Africa і Gencor.

## Характеристика
Річний обсяг видобутку близько 120 т золота. Gold Fields Ltd. має 2644 т запасів золота, підготовлених до експлуатації. Корпорація Gold Fields Ltd. на початку XXI ст. третій у світі продуцент золота. Має в своєму розпорядженні найпродуктивніший в ПАР рудник Драйненфонтейн.

## Технологія розробки. Сучасний стан
Станом на 2002 р продовжували успішно працювати базові підприємства компанії: рудники Клаф, Беатрікс, Лідурн і інш.